# Liste des aires protégées de la Guinée
Les aires protégées de la Guinée sont de différents types (parc national, forêt classée, aire marine protégée...).
En outre, la Guinée dispose de réserves de biosphère, sites Ramsar et zones importantes pour la conservation de oiseaux au titre de conventions internationales.

## Parc nationaux
| Portrait | Site                          | Région               | Wikidata      | Superficie (km²) |
| -------- | ----------------------------- | -------------------- | ------------- | ---------------- |
|          | Parc national du Badiar       | Koundara (R Boké)    | Q3364507 (d)  | 382              |
|          | Parc national du Haut-Niger   | Préfecture de Kankan | Q2944459 (d)  | 6 740            |
|          | Parc national du Moyen-Bafing | Préfecture de Labe   | Q62391857 (d) | 6 426            |

## Forêts classées
La Guinée a créé des forêts classées (liste non exhaustive).
- Forêt classée de Dalaba
- Forêt classée de Diécké
- Forêt classée du Kabitaye
- Forêt classée de Kakimbo
- Forêt classée du mont Gangan
- Forêt classée de Nono
- Forêt classée de Pinselly
- Forêt classée de Ziama

## Réserves et sanctuaires de faune
- Réserve de faune de Kankan – Foloningbè
- Sanctuaire de faune des îles de Loos

## Aire protégées transfrontalières
- Aire protégée transfrontalière du Bafing – Falémé
- Aire protégée transfrontalière de Rio Kogon, Korubal et Nunez

## Aire marine protégée
- AMP de Tristao et Alcatraz

## Conventions internationales

### Réserves de biosphère
Les réserves de biosphère sont une reconnaissance de l'Unesco dans le cadre du programme sur l'homme et la biosphère. La Guinée dispose des réserves de biosphère suivantes :
- Mont Nimba, 1980
- Massif du Ziama, 1980
- Badiar, 2002
- Haut Niger, 2002

### Sites Ramsar
La convention de Ramsar est entrée en vigueur en Guinée le 18 mars 1993.
En janvier 2020, le pays compte 16 sites Ramsar, couvrant une superficie de 90 654,46 km2.

### Zones importantes pour la conservation de oiseaux
Avec 635 espèces d'oiseaux dont 22 menacées, la Guinée possède 18 zones importantes pour la conservation de oiseaux.